# Манафов, Фахраддин Манаф оглы
Фахраддин Манаф оглы Манафов (азерб. Fəxrəddin Manaf oğlu Manafov; род. 2 августа 1955 года) — советский и азербайджанский актёр театра и кино, Народный артист Азербайджана (2000).

## Биография
Родился Фахраддин Манафов 2 августа 1955 года в городе Степанакерте (ныне Ханкенди) Нагорно-Карабахской автономной области Азербайджанской ССР.
- 1975—1980 — учился в Азербайджанском государственном институте искусств им. М. А. Алиева.
- 1971—1974 — работал киномехаником в Доме актёров им. А. М. Шарифзаде.
- 1976—1978 — актёр в учебном театре.
- 1989—1993 — актёр в Государственном театре «Юг».
- С 1978 года — снимается в фильмах киностудии «Азербайджанфильм» им. Джафара Джаббарлы. Снимался также на киностудии «Узбекфильм» и в России. Также занимается озвучиванием.

За роль Ибрагим Халил-хана в фильме «Судьба повелителя» был удостоен премии «Зирвя» (рус. вершина).
Из интервью Фахраддина Манафова газете «Зеркало»:
- О детстве:

Я родился в Ханкенди, уехал, когда мне было 5-6 лет. Мне хотелось бы побывать в Шуше, на Джыдыре, попробовать мёд, ягоды, искупаться в реке. Наш дом находился в 7-8 км от Ханкенди, на берегу реки Гаргар. Я родился в этом самом доме, 2 августа 1955 года, в День Азербайджанского национального кино.

- Об актёрской профессии:

Любой человек содержит в себе тысячи лиц, тысячи характеров, тысячи возможностей. А профессия актёра интересна и велика тем, что актёр может спокойно вытаскивать из себя на свет божий все эти лица. Это и есть отличительная черта актёрской профессии.

В 2000 году был удостоен звания Народного артиста Азербайджана. С 2006 года — президентский пенсионер.
24 апреля 2016 года Фахраддин Манафов дебютировал на сцене Азербайджанского государственного русского драматического театра имени Самеда Вургуна в Баку, сыграв в спектакле «Казанова: Уроки любви».
В 2025 году удостоен Международной театральной премии ТЮРКСОЙ в номинации «Лучший актёр театра тюркского мира».
2 мая 2025 года Фахраддин Манафов назначен членом Наблюдательного совета Агентства кино Азербайджанской Республики.
1 августа 2025 года Фахраддин Манафов награждён орденом «Слава».

## Фильмография
- 1978 — Создай мечту (азерб. Arzu yarat) — Клоун
- 1981 — Аккорды долгой жизни (азерб. Üzeyir Ömrü) — озвучивание
- 1982 — Командировка (азерб. İşgüzar Səfər) — Анвар
- 1982 — Старики, старики (азерб. Qocalar, Qocalar — Эльдар
- 1983 — Парк (азерб. Park) — Марат
- 1984 — Старый причал (азерб. Köhnə Bərə) — Эльдар
- 1986 — Прощай, зелень лета… (азерб. Əlvida, yaşıl yay) — Тимур
- 1986 — Городские жнецы (азерб. Şəhərli Biçinçilər) — Мадат
- 1986 — Четыре дня апреля (азерб. Aprelin dörd günü) — Сафибеков
- 1986 — Окно печали (азерб. Qəm Pəncərəsi) — Искендер
- 1986 — Сигнал с моря (азерб. İşarəni Dənizdən Gözləyin)
- 1987 — Другая жизнь (азерб. Özgə ömür) (1987) — Тахирбеков
- 1987 — Чертик под лобовым стеклом (азерб. Şeytan Göz Qabağında) — Теймур
- 1989 — Храм воздуха (азерб. Ölsəm...Bağışla) — Юсиф
- 1990 — Убийство в ночном поезде (азерб. Gecə Qatarında Qətl)
- 1991 — Семь дней после убийства (азерб. Qətldən Yeddi Gün Sonra) — Рауф
- 1992 — Фестиваль в отеле (азерб. Ölüm festivalı)
- 1993 — Тахмина (азерб. Təhminə) (1993) — Заур
- 1998 — Комната в отеле (азерб. Otel Otağı) — Профессор
- 2001 — Телефон доверия (азерб. Etimad Telefonu)
- 2002 — Дронго — Наркобарон Садыхов
- 2004 — Близнецы
- 2004 — Граф Крестовский (азерб. Qraf Krestovski) — Матвей Бурлак
- 2006 — Прощай, Южный город (азерб. Əlvida Cənub Şəhəri)
- 2006 — Постарайся не дышать — мужчина
- 2008 — Судьба повелителя (азерб. Hökmdarın taleyi) — Ибрагим Халил-хан
- 2008 — Оружие
- 2012 — Посол зари — Аббас-Кули-ага Бакиханов
- 2013 — Махмуд и Мариам — Зийад-хан
- 2016 — Али и Нино — Гаджи Зейналабдин Тагиев